# Amédée Mannheim
Amédée Mannheim (ur. 17 lutego 1831 w Paryżu, zm. 11 grudnia 1906 tamże) – matematyk francuski, zawodowy oficer artylerii.
Około 1850 roku udoskonalił wynaleziony przez Guntera i Oughtreda suwak logarytmiczny. Od roku 1859 związany (bez zrzucania munduru) z paryską École polytechnique, gdzie ostatecznie został profesorem geometrii opisowej. W roku 1872 otrzymał od Francuskiej Akademii Nauk Nagrodę Ponceleta za wkład w rozwój geometrii. W roku 1890 opuścił szeregi armii w stopniu pułkownika, w roku 1901 przeszedł na emeryturę.